# 17445 Аватха
17445 Аватха (17445 Avatcha) — астероїд головного поясу, відкритий 28 грудня 1989 року.
Тіссеранів параметр щодо Юпітера — 3,096.